# Campeón de Campeones 1987-88
El Campeón de Campeones 1987-88 fue la edición XXXV del Campeón de Campeones, que enfrentó al campeón de la Liga 1987-88: América y al campeón de la Copa México 1987-88: Puebla. Con el restablecimiento del torneo de Copa, suspendido desde 1975-76, se reinstauró también el campeón de Campeones; con la particularidad de que en esta ocasión se disputó en una serie a visita recíproca, en la que el campeón de liga tendría el duelo definitivo en casa. El campeón liguero América venció en la serie al monarca copero Puebla y alcanzó su tercer trofeo de este tipo.

## Partidos
| América |  |  |  | Campeón de la Primera División de México (1987-88) |
| Puebla  |  |  |  | Campeón de la Copa México (1987-88)                |

| 7 de julio de 1988 | Puebla                | 2:1 (2:0) | América    | Estadio Cuauhtémoc, Puebla, Puebla |  |
|                    | Gamal 9' · Bernal 17' |           | Farfán 66' |                                    |  |

| 10 de julio de 1988                         | América                     | 2:0 (1:0) | Puebla | Estadio Azteca, Ciudad de México |                                 |
|                                             | Hermosillo 14' · Huerta 75' | Reporte   |        | Asistencia: 75 000 espectadores  | Asistencia: 75 000 espectadores |
| América Campeón de Campeones 1987-88 (3:2). |                             |           |        |                                  |                                 |

| Campeón de Campeones 1987-88 |
| ---------------------------- |
|                              |
| América                      |
| 3.er Título                  |